# Jeremy Silberston
Jeremy Silberston (1er avril 1950–9 mars 2006) est un réalisateur anglais.

## Biographie
Il était le fils du Professeur d'économie Aubrey Silberston et sa mère, Dorothy, était un membre fondateur de la Camaraderie de Schizophrénie nationale (National Schizophrenia Fellowship) ; il a été élève à la Perse School, Cambridge.
Après ses études, il a voyagé en France, travaillant notamment sur le spectacle sur glace de Disney. En revenant en Angleterre, il a commencé à travailler dans la production de télévision. Après un apprentissage à la BBC comme Directeur de Production à la fin des années 1970 (il a été recruté pour sa connaissance du français), il a travaillé dans une gamme de programmes  consacrés à des drames populaires. Il est devenu un bon ami de l'auteur Anthony Horowitz et ils ont développé conjointement Les Meurtres de Midsomer (Inspecteur Barnaby)(1997) et la guerre de Foyle (2002).
Pendant les années 1980, il est le directeur de production des Gens de Smiley (série) (1982), Doctor Who (Les Cinq Docteurs) (1983), Ma Cousine Rachel (série) (1983), Bleak House', d'après Dickens (série) (1985), 2 épisodes d'EastEnders (1986) et 2 épisodes d'Accidenté (1988-1989). Il a réalisé des épisodes d'une large gamme de drames populaire en incluant Brookside (1982), 2 épisodes d'Accidenté : les Accidents Arrivent (1989) et l'Absolution (1988); les épisodes de Suivre la côte (1990); La Maison d'Eliott (les épisodes 3, 4, 11 & 12 de série 1; 7 & 8 de série 2 et 9 & 10 de série 3) (1991-93); les épisodes de Châteaux (1995); 12 épisodes de Bill : Revenez à l'Expéditeur (1993), Un Web Emmêlé (1997); la Possession Vacante (1998), les Hauts Endroits, les Vraies Confessions, Sauvées, Par le Livre, L'odeur de Compassion, Juste Pour La Fêlure, le Temps pour Tuer, Sur le Chariot, Est C'est vrai et Mieux le Démon; 10 épisodes de l'Inspecteur Barnaby: Meurtres à Badger's Drift (1997), Écrit dans le Sang (1998), Mort d'un Pantin (1998), l'Ombre de Mort (1999), le Bois de l'Étrangleur (1999), Le Terrain de la Mort (1999), le Jour du Jugement (2000), Sombre Automne (2001), les Oiseaux de proie (2003); 8 épisodes de la guerre de Foyle (2002-2006) : La Femme allemande, La Plume Blanche, le Jour d'Aigle, Parmi Peu, Le Trou de trouille, Ils ont Lutté Dans Les Champs, le Feu Ennemi et le Mauvais Sang; et aussi Inspecteur Lynley Mysteries : La Graine de Ruse (2005).
Il a été marié à Catherine Napier, correspondante pour le Service Monde de la BBC. Il avait deux fils, Theo et Toby. Il est mort du cancer après sept mois de maladie. Un épisode de "la guerre de Foyle", saison 04, épisode 04, diffusé en 2006, a été dédié à sa mémoire.